# Wild at Heart
《狂野的心》（日语：ワイルドアットハート）是嵐的第37張單曲，於2012年3月7日發行，唱片公司為J Storm。

## 概要
- 與前作《迷宮戀曲》發售日期相距4個月，是嵐2012年的首張單曲。
- 單曲分為「初回限定版」及「通常版」兩種形式發售。初回限定版收錄了主打曲《Wild at Heart》的音樂錄影帶，以及附送共16頁的歌詞冊。
- 此單曲與《Lotus》及《迷宮戀曲》一樣，並沒有收錄音樂錄影帶的製作特輯。
- 主打曲《Wild at Heart》是嵐成員松本潤主演的富士電視台月九連續劇《Lucky Seven》之主題曲。
- 在第63回NHK紅白歌合戰以組曲形式演唱（Wild at Heart + Face Down）

## 主要紀錄
- 發售首天錄得25.2萬張銷售量，登上Oricon公信榜日榜首位。[2]
- 超越於2010年11月9日發行之單曲無盡的天空的首日銷量紀錄（約24.9萬張），並更新了嵐單曲首日銷量的最高紀錄。
- 奪下2012年3月19日公佈的Oricon單曲週榜第一位。這是繼《PIKA★★NCHI DOUBLE》以來`嵐連續第26張單曲獲得單曲榜冠軍。[1]

## 收錄內容
| 1. Wild at Heart（ワイルドアットハート） 作詞：Soluna 作曲：Chris Janey, Junior Jokinen 編曲：Trevor Ingram 2. 跟隨我（ついておいで） 作詞：Mi-n 作曲：iiiSAK, Anton Lindsjo 編曲：ha-j 3. 屬於我倆的形式（ふたりのカタチ） 作詞：須藤まゆみ Rap詞：櫻井翔 作曲：三留一純 編曲：石塚知生 4. Wild at Heart（Original Karaoke） 5. 跟隨我（Original Karaoke） 6. 屬於我倆的形式（Original Karaoke） | 初回限定版 CD Wild at Heart How Can I Love 作詞：Octobar 作曲：FOX, Octobar 編曲：吉岡たく DVD Wild at Heart （PV） |

## 備註
1. 1 2  （日語）. Oricon. 2012-03-13  [2012-05-24]. （原始内容存档于2012-10-24）.
2. ↑  （日語）. Oricon. 2012  [2012-05-24]. （原始内容存档于2012-05-24）.

## 外部連結
- Johnny's net （页面存档备份，存于）（日語）
- avex taiwan （页面存档备份，存于）